# Academy Award (serial radiofonic)
Academy Award a fost un serial-antologie difuzat de postul de radio CBS, care a prezentat adaptări radiofonice de 30 de minute ale unor piese de teatru, romane sau filme. Titlul programului este scris într-o sursă ca Academy Award Theater.

## Obiective
Mai degrabă decât să ofere adaptări ale filmelor premiate cu Oscar, așa cum sugera titlul emisiunii, serialul a oferit „cele mai importante și mai de calitate spectacole cinematografice de la Hollywood, mari actori și actrițe, tehnici și îndemânări, alese din lista de onoare a câștigătorilor sau nominalizaților la celebrul Oscar aurit al Academy of Motion Picture Arts and Sciences.”
Cu o astfel de linie directoare, orice dramatizare putea fi prezentată atât timp cât avea în distribuție cel puțin un actor sau o actriță care fusese nominalizat(ă) la premiul Oscar. De exemplu, romanul Portrait of Jennie (1940) al lui Robert Nathan a fost ecranizat abia în 1949. David O. Selznick, care a cumpărat în 1944 drepturile de ecranizare a romanului lui Nathan, a cheltuit mult timp și mulți bani în eforturile sale de aducere a romanului pe marele ecran. Astfel, adaptarea din 4 decembrie 1946 a romanului Portrait of Jennie pentru Academy Award, cu John Lund și câștigătoarea premiului Oscar Joan Fontaine, a avut un scop promoțional, determinându-l pe crainicul Hugh Brundage să afirme: „Portrait of Jennie va fi în curând un film realizat de Selznick International, avându-i în rolurile principale pe Jennifer Jones și Joseph Cotten.”
Programul a fost difuzat inițial sâmbăta, de la ora 7 pm prin iunie, apoi a fost mutat miercurea la ora 10 pm. Frank Wilson a realizat dramatizări radiofonice de 30 de minute pentru regizorul-producător Dee Englebach, iar Leith Stevens a realizat acompaniamentul muzical. Frank Wilson a fost scenarist. Echipa de efecte sonore a fost formată din Gene Twombly, Jay Roth, Clark Casey și Berne Surrey.

## Difuzare
Serialul a început să fie difuzat în 30 martie 1946, cu Bette Davis, Anne Revere și Fay Bainter în Jezebel. În primul spectacol, Jean Hersholt a vorbit în calitate de președinte al Academy of Motion Picture Arts and Sciences, felicitând compania farmaceutică E. R. Squibb & Sons {„The House Of Squibb”} ca sponsor al programului. A fost un spectacol scump deoarece starurile erau plătite cu 4.000 de dolari pe săptămână și Academy of Motion Picture Arts and Sciences primea 1.600 de dolari pentru oferirea dreptului de folosire al numelui ei în titlul spectacolelor. Aceste costuri ridicate l-au făcut pe Squibb să ia decizia de încetare a serialului după doar 39 de săptămâni.
Spectacolele de teatru radiofonic în care actorii au recreat rolurile lor din filme sunt Young Mr. Lincoln cu Henry Fonda, The Maltese Falcon cu Humphrey Bogart, Suspicion cu Cary Grant, The Keys of the Kingdom cu Gregory Peck și Lost Horizon cu Ronald Colman. Cu toate acestea, din cele 39 de episoade, doar șase actori au recreat rolurile lor premiate cu Oscar: Fay Bainter, Bette Davis, Paul Lukas, Victor McLaglen, Paul Muni și Ginger Rogers.
Serialul s-a încheiat în 18 decembrie 1946, cu Margaret O'Brien și unul din interpreții secundari obișnuiți ai serialului, Jeff Chandler (menționat cu numele său real, Ira Grossel) în Lost Angel.

## Legături externe
- Academy Award article and log
- Dick Judge episode log
- Jerry Haendiges Vintage Radio Logs: Academy Award
- Zoot Radio, Free Academy Award Theater radio show downloads

### Audio
- Academy Award în Colecția Epocii de Aur a Radioului de la Internet Archive